# Lorrain Sénéchal
 (juillet 2025).
Motif : Ne rentre pas complètement dans les critères d'admissibilité des articles. 
Admissibilité non démontrée : où sont les sources secondaires indépendantes, d'envergure au moins nationale, consacrées à ce sujet, et ceci sur la durée ?
- Archive Wikiwix
- Bing
- Cairn
- DuckDuckGo
- E. Universalis
- Gallica
- Google
- G. Books
- G. News
- G. Scholar
- Persée
- Qwant
- (zh) Baidu
- (ru) Yandex
- (wd) trouver des œuvres sur Wikidata

| 1. | Préciser le motif de la pose du bandeau. | Précisez le motif de la pose du bandeau en utilisant la syntaxe suivante : {{admissibilité à vérifier\|date=août 2025\|motif=remplacez ce texte par le motif}}                        |
| 2. | Informer les utilisateurs concernés.     | Pensez à avertir le créateur de l'article, par exemple, en insérant le code ci-dessous sur sa page de discussion : {{subst:avertissement admissibilité à vérifier\|Lorrain Sénéchal}} |

Lorrain Sénéchal, né en 1986, est un journaliste français. Il a travaillé pour France Bleu, Franceinfo et France 5, notamment en tant que chroniqueur dans l’émission C à vous.

## Biographie

### Débuts
Lorrain Sénéchal commence sa carrière dans le réseau de radios locales France Bleu, au sein du groupe Radio France.

### Franceinfo
En 2016, il rejoint la rédaction de Franceinfo, où il est d'abord joker de Marc Fauvelle dans la matinale. En 2022, il devient le journaliste principal de la matinale du vendredi au dimanche sur la station. Il quitte Franceinfo en juillet 2023, après sept années au sein de la chaîne.

### C à vous
À la rentrée 2023, il rejoint l’émission C à vous sur France 5, diffusée en access prime time. Il y assure la chronique quotidienne d’actualité intitulée Le 5/5 en remplacement de Matthieu Belliard. Il couvre des sujets de société, internationaux ou politiques dans un format synthétique en plateau ou sous forme de reportage.